# Acesias
Acesias (em grego clássico: Ἀκεσίας) foi um médico grego antigo cuja idade e país são desconhecidos.
No entanto, verifica-se que ele viveu pelo menos no século IV a.C., com o provérbio Ἀκεσίας ἰάσατο, "Acesias o curou", citado sob a autoridade de Aristófanes. Este ditado (apenas pelo qual Acesias é conhecido) foi usado quando a doença de qualquer pessoa piorou em vez de melhorar sob tratamento médico, e é mencionado no Suda, Zenóbio, Diogeniano, Miguel Apostólio, e Plutarco.
É possível que um autor com este nome, e mencionado por Ateneu como tendo escrito um ensaio sobre a Arte de Cozinhar (ὀψαρτυτικά), pode ser a mesma pessoa, mas disso não há informações precisas.